# Tałałajiwka (rejon niżyński)
Tałałajiwka (ukr. Талалаївка) – wieś na Ukrainie, w obwodzie czernihowskim, w rejonie niżyńskim, siedziba hromady. W 2001 liczyła 2267 mieszkańców, spośród których 2233 wskazało jako ojczysty język ukraiński, 30 rosyjski, 2 białoruski, a 2 inny.